# テイキング・ライブス
『テイキング・ライブス』（Taking Lives）は、2004年に製作されたアメリカ映画。原作はマイケル・パイの1999年の小説『人生を盗む男』。
2008年3月9日、テレビ朝日系『日曜洋画劇場』にて地上波初放送した際、『テイキング・ライブス 他人を生きる殺人犯』というサブタイトルが追加された。

## ストーリー
1983年、カナダ。マーティン・アッシャーという一人の少年が家を出た。数日後、母親のもとに彼が交通事故で死亡したという知らせが届く。
2003年。モントリオールの建設現場で白骨化が進んだ死体が発見される。モントリオール警察のルクレアはFBIに捜査協力を要請、特別捜査官イリアナ・スコットが派遣されてくる。イリアナは殺人現場と死体、現場の写真等で犯人像を分析するプロファイリングの専門家だった。
死体が発見された現場に横たわり、犯人像を絞り込むイリアナ。徐々に捜査は進展するが、その矢先第二の殺人事件が発生する。イリアナはこの事件の目撃者、ジェームズ・コスタを尋問する。「19年前に死んだはずの息子を、今日目撃した」という老婦人アッシャー夫人も現れた。
イリアナは、マーティン・アッシャーが次々に人を殺してはその人物として地位を乗っ取っており、次の目標がコスタらしいと推理する。警察はその推理に従ってコスタを餌にアッシャーを誘き寄せて捕らえようと計画する。

## 登場人物
イリアナ・スコット
演 - アンジェリーナ・ジョリー
捜査官。
ジェームズ・コスタ（マーティン・アッシャー）
演 - イーサン・ホーク
事件の目撃者。
ハート
演 - キーファー・サザーランド
コスタと商談を行う予定の男。
アッシャー夫人
演 - ジーナ・ローランズ
コスタの妻。
パーケット
演 - オリヴィエ・マルティネス
刑事。
ルクレア
演 - チェッキー・カリョ
警部。
デュヴァル
演 - ジャン＝ユーグ・アングラード
刑事。
アンリ・ビソネット
フリーのスキューバダイバー。死体となって発見される。

## キャスト
| 役名                                         | 俳優                         | 日本語吹き替え | 日本語吹き替え |
| 役名                                         | 俳優                         | ソフト版       | テレビ朝日版   |
| -------------------------------------------- | ---------------------------- | -------------- | -------------- |
| イリアナ・スコット捜査官                     | アンジェリーナ・ジョリー     | 原千果子       | 朴璐美         |
| ジェームズ・コスタ（マーティン・アッシャー） | イーサン・ホーク             | 内田夕夜       | 宮本充         |
| ハート                                       | キーファー・サザーランド     | 清水明彦       | 小山力也       |
| アッシャー夫人                               | ジーナ・ローランズ           | 有田麻里       | 小宮和枝       |
| パーケット                                   | オリヴィエ・マルティネス     | 宮内敦士       | 東地宏樹       |
| ルクレア                                     | チェッキー・カリョ           | 佐々木敏       | 佐々木梅治     |
| デュヴァル                                   | ジャン＝ユーグ・アングラード | 御友公喜       | 田原アルノ     |
| 少年時代のマーティン                         | ポール・ダノ                 | 浪川大輔       | 浪川大輔       |

- ソフト版吹き替え - VHS・DVD・BD収録
- テレビ朝日版吹き替え - 初回放送2008年3月9日『日曜洋画劇場』

## スタッフ
- 監督：D・J・カルーソー
- 製作：マーク・キャントン、バーニー・ゴールドマン
- 製作総指揮：ブルース・バーマン、デヴィッド・ハイマン、ダナ・ゴールドバーグ
- 原作：マイケル・パイ『人生を盗む男』
- 脚本：ジョン・ボーケンキャンプ
- 撮影：アミール・M・モクリ
- 音楽：フィリップ・グラス